# سیارک ۶۳۰۲
سیارک ۶۳۰۲ (به انگلیسی: 6302 Tengukogen، نامگذاری:1989CF) شش هزار و سیصد و دومین سیارک کشف شده‌است که در ۲ فوریه ۱۹۸۹ کشف شد.